# Karima Baloch
Karima Baloch (Baluchistán, 8 de marzo de 1983  - Toronto; 20/22 de diciembre de 2020), también conocida como Karima Mehrab, fue una activista paquistaní por los derechos humanos y disidente baluchi. Hizo campaña por la independencia del Baluchistán de Pakistán y fue incluida en la lista de la BBC de 100 mujeres inspiradoras e influyentes en 2016.

## Activismo

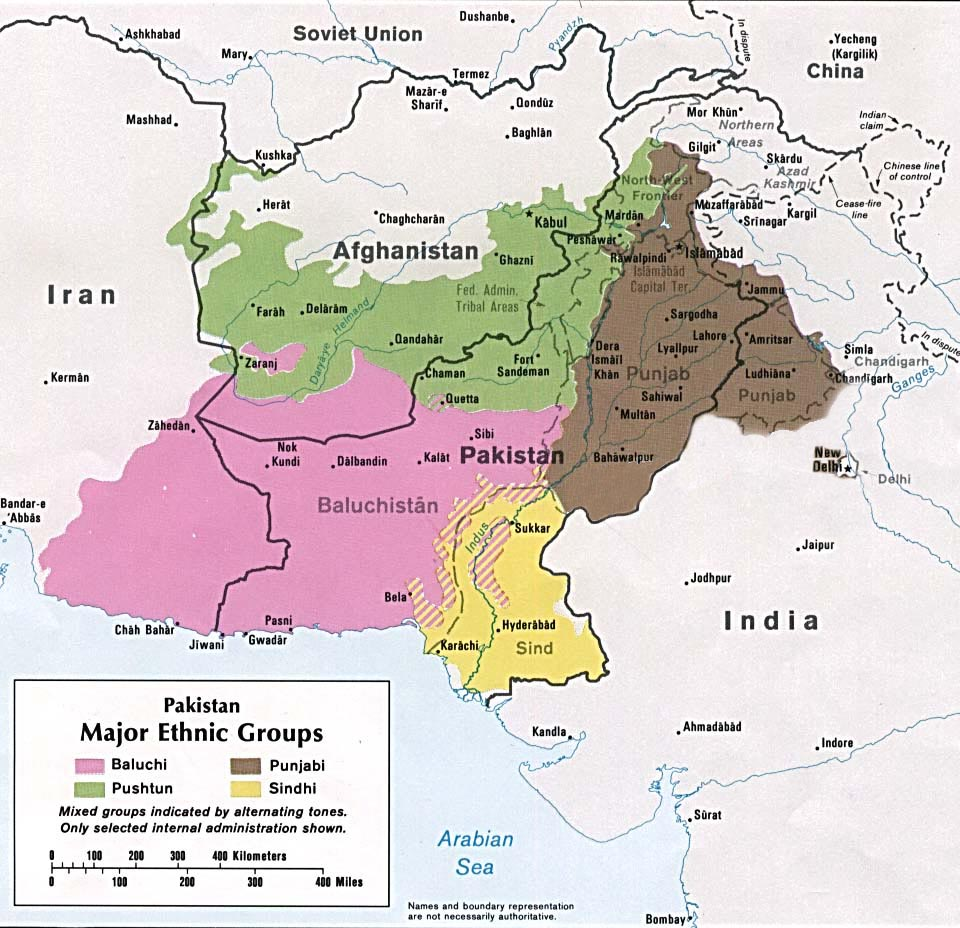
Mapa de los principales grupos étnicos de Pakistán, que muestra la extensión territorial del pueblo baluchi (denotado en rosa; ver Baluchistán) que se extiende hasta Irán y Afganistán.

Baloch comenzó su carrera como activista por los derechos humanos y la independencia en 2005, al asistir a una protesta en Turbat por las desapariciones forzadas en la provincia paquistaní de Baluchistán, adonde llevó la foto de uno de sus familiares desaparecidos. Se unió a la Organización de Estudiantes Baloch en 2006, ocupó diversos puestos y finalmente se convirtió en la presidenta de la organización en 2015. Durante esos años, Baloch viajó por todo Baluchistán, organizando programas de divulgación como protestas y mítines. En un reportaje en 2014 de la cadena OZY sobre ella se afirmó que "en Islamabad, la capital de Pakistán, Karima es vista como un actor político peligroso y una amenaza para la seguridad de la nación; sin embargo, mil kilómetros al suroeste, en el interior de Baluchistán, es una heroína local y un faro de esperanza".
En una entrevista en 2014, Karima Baloch afirmó que la lucha pacífica por la independencia de Baluchistán se había convertido en un veneno letal, en un soga cada vez más tirante alrededor del cuello, ya que en los tres años anteriores muchos de sus correligionarios fueron brutalmente asesinados y miles de ellos fueron secuestrados. Dos meses antes, el jefe de su organización fue raptado delante de ella. Previamente, en 2009, el vicepresidente de su organización, Zakir Majid, fue secuestrado por los servicios secretos mientras asistía a un concurrido desfile y, cinco años después, seguía desaparecido.

## Exilio de Pakistán
En 2015, Baloch se exilió después de que el estado paquistaní presentara cargos de terrorismo contra ella y su hermana menor, Mahganj Baloch. Declaró no irse al extranjero por gusto, sino porque el activismo en Pakistán se había vuelto imposible. Un año después, en 2016, se le concedió asilo en Canadá, donde vivió hasta su desaparición y muerte en diciembre de 2020. En 2016, tras el discurso del primer ministro indio Narendra Modi con motivo del Día de la Independencia de la India, en el que mencionó la situación en el Baluchistán paquistaní, Baloch se dirigió a él en un vídeo para agradecerle que hubiera mencionado el asunto y agregó: "Nosotros pelearemos en nuestra guerra, solo sé nuestra voz.
Baloch fue incluida en la Lista de las 100 Mujeres (BBC) en 2016, donde fue señalada como una activista política que batalla por la independencia de Baluchistán de Pakistán. Baloch mencionó a Dad Shah y Hatun Bibi, ambos rebeldes de la etnia baluchi que lucharon contra el Estado Imperial de Irán en el Baluchistán iraní, así como las principales inspiraciones detrás de su activismo. En 2018, expuso cuestiones relacionadas con la desigualdad de género en Pakistán ante el Consejo de Derechos Humanos de las Naciones Unidas. También planteó cuestiones relacionadas con Baluchistán en Canadá como, por ejemplo, durante una reunión en Toronto, donde mencionó la ocupación de Baluchistán por Pakistán.

## Vida personal y familiar
Baloch tenía dos hermanos: Samir Baloch y Mahganj. Se casó con un compañero de activismo balochi, Hammal Baloch (también conocido como Hammal Haider), en Toronto. Varios miembros de su familia han estado vinculados al movimiento de resistencia baluchi en Irán y Pakistán.

## Desaparición y muerte

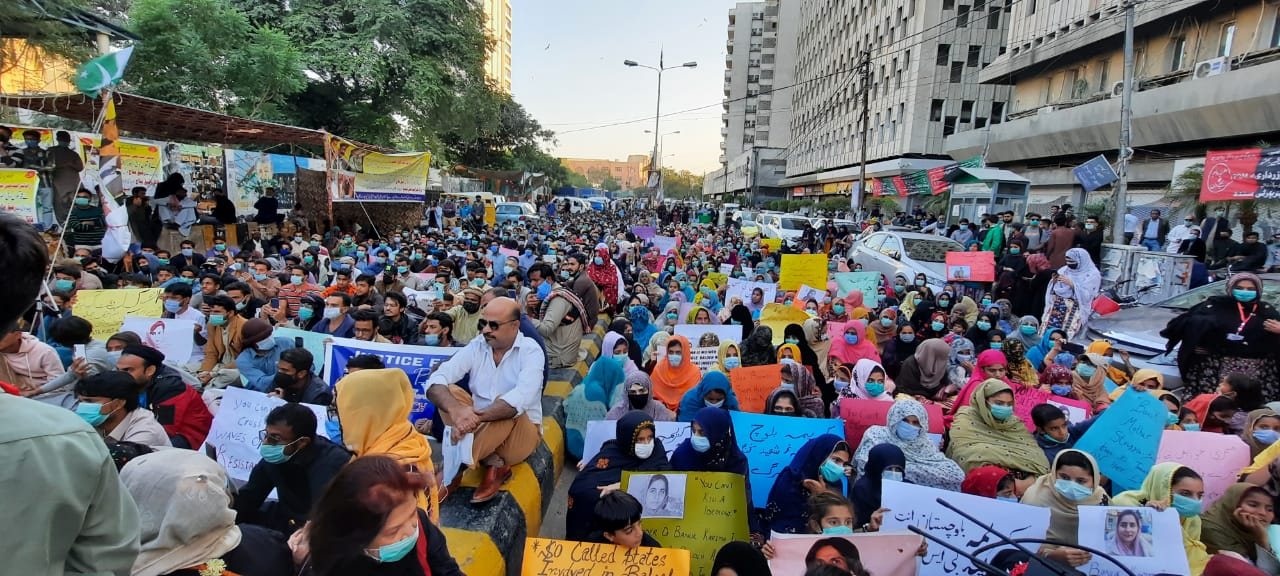
Fotografía de una protesta en Pakistán tras el descubrimiento del cuerpo de Karima Baloch. Se llevaron a cabo protestas civiles en ciudades de todo Pakistán, incluidas Lahore y Karachi.

Baloch fue vista con vida por última vez el 20 de diciembre de 2020. El 22 de diciembre de 2020, su cadáver fue hallado en el paseo marítimo, cerca del centro de Toronto. En un primer momento, la policía informó de que su cuerpo había sido encontrado cerca del lago Ontario, sin dar más detalles. Según CBC News, una amiga cercana y compañera activista balochi, Lateef Johar, había explicado que los oficiales le habían dicho a la familia que Karima Baloch había sido encontrada ahogada en el agua. En el Baluchistán paquistaní y en Canadá hubo protestas para exigir una investigación sobre su muerte. Los grupos de la minorías étnicas baluchis, pastún y sindhi de Canadá emitieron una declaración conjunta a este respecto. La policía canadiense reconoció su preocupación por la muerte de Baloch, pero afirmó que no había encontrado evidencias delictivas, y concluyó que su muerte fue "no criminal". Chris Alexander, exministro canadiense de Inmigración, Refugiados y Ciudadanía, declaró en un tuit : "Todos los que conocimos a Karima vemos las circunstancias de su muerte como profundamente sospechosas. No debemos dejar piedra sin remover para descubrir y confrontar la realidad de lo que le sucedió".